# Eerste divisie (mannenhandbal) 2007/08
De eerste divisie is de op een na hoogste afdeling van het Nederlandse handbal bij de heren op landelijk niveau. In het seizoen 2007/2008 werd HA R&O kampioen en promoveerde naar de eredivisie. Van der Voort/Quintus 2 en CSV degradeerden naar de hoofdklasse.

## Opzet
- De kampioen promoveert rechtstreeks naar de eredivisie (mits er niet al een hogere ploeg van dezelfde vereniging in de eredivisie speelt).
- De ploegen die als een-na-laatste (dertiende) en laatste (veertiende) eindigen degraderen rechtstreeks naar de hoofdklasse.
- Het seizoen wordt onderverdeeld in vier perioden van respectievelijk 6, 7, 7 en 6 wedstrijden. De ploeg die in een periode de meeste punten behaalt, is periodewinnaar en verkrijgt het recht om deel te nemen aan de zogenaamde nacompetitie. Indien de uiteindelijke kampioen, een ploeg die niet mag promoveren, of een degradant een periode wint, wordt het recht tot deelname aan de nacompetitie overgedragen aan het hoogst geklasseerde team in de eindrangschikking dat nog niet aan de nacompetitie deelneemt. In de nacompetitie spelen deze vier ploegen uit de eerste divisie, samen met de nummers elf en twaalf van de regeliere eredivisie competitie, voor één plek in de eredivisie van volgend seizoen.

Er promoveert dus zeker één ploeg, en mogelijk een tweede ploeg via de nacompetitie. Verder degraderen er twee ploegen.

## Teams
| Ploeg                   | Plaats         | Provincie     |
| ----------------------- | -------------- | ------------- |
| FIQAS/Aalsmeer 2        | Aalsmeer       | Noord-Holland |
| Eurotech/Bevo HC 2      | Panningen      | Limburg       |
| CSV                     | Castricum      | Noord-Holland |
| Denkit/Groene Ster      | Zevenbergen    | Noord-Brabant |
| HA R&O                  | Rotterdam      | Zuid-Holland  |
| Hercules                | Den Haag       | Zuid-Holland  |
| Mannak/Hurry Up         | Zwartemeer     | Drenthe       |
| Internos                | Etten-Leur     | Noord-Brabant |
| TB Europe/MHV'81        | Mill           | Noord-Brabant |
| Van der Voort/Quintus 2 | Kwintsheul     | Zuid-Holland  |
| UDSV                    | Utrecht        | Utrecht       |
| V&S Groningen           | Groningen      | Groningen     |
| KRAS/Volendam 2         | Volendam       | Noord-Holland |
| White Demons            | Berkel-Enschot | Noord-Brabant |

## Reguliere competitie

### Stand
| Pos | Club                    | Wed | W  | G | V  | Ptn | DV  | DT  | +/−  | Opmerking                                                       |
| --- | ----------------------- | --- | -- | - | -- | --- | --- | --- | ---- | --------------------------------------------------------------- |
| 1   | HA R&O                  | 26  | 19 | 3 | 4  | 41  | 769 | 622 | +147 | Rechtstreekse promotie naar eredivisie                          |
| 2   | Mannak/Hurry Up         | 26  | 18 | 2 | 6  | 38  | 798 | 697 | +101 | (Vervangende) periodekampioen; gekwalificeerd voor nacompetitie |
| 3   | TB Europe/MHV'81        | 26  | 16 | 2 | 8  | 34  | 774 | 735 | +39  | (Vervangende) periodekampioen; gekwalificeerd voor nacompetitie |
| 4   | FIQAS/Aalsmeer 2        | 26  | 16 | 1 | 9  | 33  | 781 | 729 | +52  |                                                                 |
| 5   | UDSV                    | 26  | 13 | 4 | 9  | 30  | 817 | 790 | +27  | (Vervangende) periodekampioen; gekwalificeerd voor nacompetitie |
| 6   | Internos                | 26  | 11 | 5 | 10 | 29  | 811 | 732 | +79  |                                                                 |
| 7   | Eurotech/Bevo HC 2      | 26  | 11 | 5 | 10 | 27  | 727 | 743 | −16  |                                                                 |
| 8   | Denkit/Groene Ster      | 26  | 11 | 4 | 11 | 26  | 804 | 801 | +3   |                                                                 |
| 9   | Hercules                | 26  | 13 | 0 | 13 | 26  | 740 | 785 | −45  | (Vervangende) periodekampioen; gekwalificeerd voor nacompetitie |
| 10  | KRAS/Volendam 2         | 26  | 11 | 1 | 14 | 23  | 723 | 741 | −18  |                                                                 |
| 11  | White Demons            | 26  | 10 | 1 | 15 | 21  | 700 | 699 | +1   |                                                                 |
| 12  | V&S Groningen           | 26  | 7  | 1 | 18 | 15  | 750 | 868 | −118 | Beslissingswedstrijd voor degradatie                            |
| 13  | Van der Voort/Quintus 2 | 26  | 6  | 3 | 17 | 15  | 702 | 772 | −70  | Beslissingswedstrijd voor degradatie                            |
| 14  | CSV                     | 26  | 3  | 0 | 23 | 6   | 646 | 828 | −182 | Degradatie naar hoofdklasse                                     |

### Periodekampioenen
- 1ste periodetitel: HA R&O (vervangen door UDSV);
- 2de periodetitel: HA R&O (vervangen door TB Europe/MHV'81);
- 3de periodetitel: HA R&O (vervangen door Mannak/Hurry Up);
- 4de periodetitel: Mannak/Hurry Up (vervangen door Hercules)

### Beslissingswedstrijd
Omdat Van der Voort/Quintus 2 en V&S Groningen allebei 15 punten hebben gehaald in de reguliere competitie, moet aan de hand van een beslissingswedstrijd een tweede degradant gekozen worden.
| 6 april 2008 | V&S Groningen | Winst V&S | Van der Voort/Quintus 2 | Elderveld, Arnhem |
| 6 april 2008 |               |           |                         | Elderveld, Arnhem |
| 6 april 2008 |               |           |                         | Elderveld, Arnhem |

Van der Voort/Quintus 2 degradeert naar de eredivisie.

## Nacompetitie
Mannak/Hurry Up weet eerste te worden en plaatste zich voor de promotiewedstrijden tegen de nummer elf van de eredivisie.

## Promotie-/degradatiewedstrijden
Eerste wedstrijd
|  | Mannak/Hurry Up | 29 - 28 | Venus/Nieuwegein | De Eendracht, Zwartemeer |
|  |                 |         |                  | De Eendracht, Zwartemeer |
|  |                 |         |                  | De Eendracht, Zwartemeer |

Tweede wedstrijd; Venus/Nieuwegein heeft gewonnen en blijft in de eredivisie.
|  | Venus/Nieuwegein | 35 - 25 | Mannak/Hurry Up | Galecop, Nieuwegein |
|  |                  |         |                 | Galecop, Nieuwegein |
|  |                  |         |                 | Galecop, Nieuwegein |